# Ла Сера (Болоња)
Ла Сера (итал. La Serra) је насеље у Италији у округу Болоња, региону Емилија-Ромања.
Према процени из 2011. у насељу је живело 25 становника. Насеље се налази на надморској висини од 413 м.